# Здихово
Здихово (словен. Zdihovo) — поселення в общині Кочев'є, регіон Південно-Східна Словенія, Словенія. Висота над рівнем моря: 641 м.